# Laticauda colubrina
Espèce
Synonymes
- Hydrus colubrinus Schneider, 1799
- Anguis platura Lacépède, 1790
- Platurus fasciatus Latreille, 1801
- Coluber platycaudatus Oken, 1836
- Laticauda scutata Cantor, 1847

Statut de conservation UICN

 LC  : Préoccupation mineure
Laticauda colubrina est une espèce de serpent marin de la famille des Elapidae, appelée communément tricot rayé à lèvres jaunes, tricot rayé jaune, plature couleuvrin ou cobra de mer. D’autres espèces de tricots rayés font partie du genre Laticauda.

## Répartition

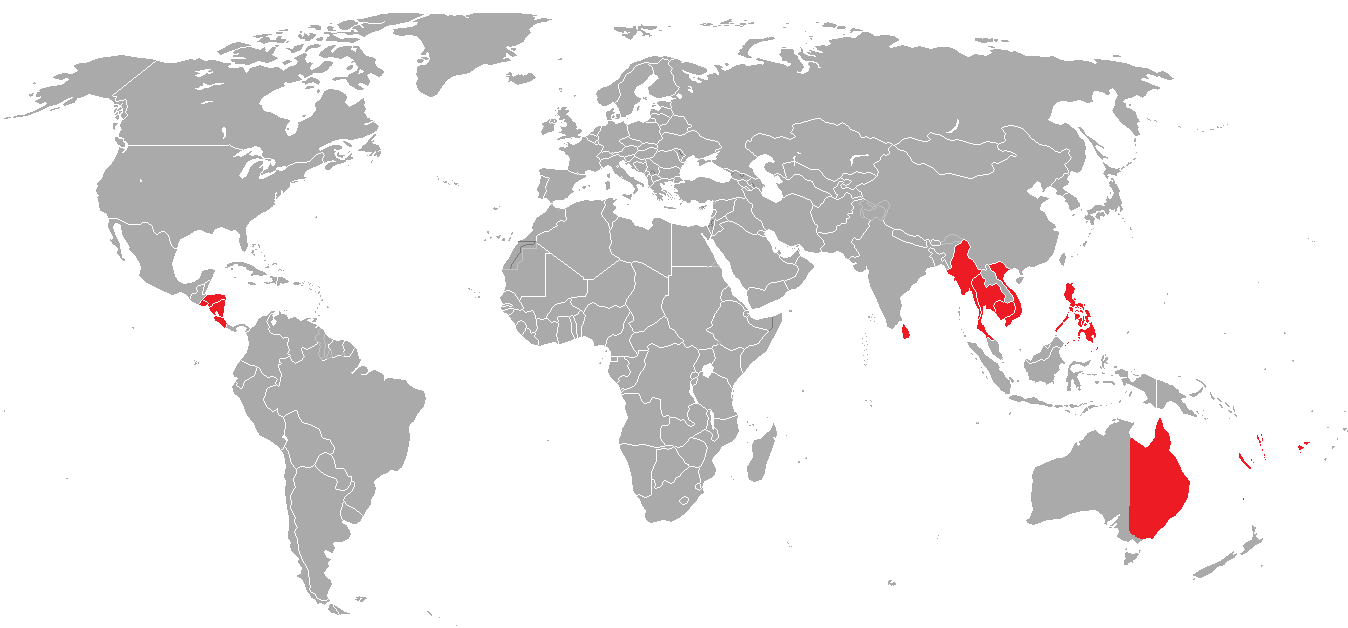
Aire de répartition du laticauda colubrina

Cette espèce se rencontre dans le nord de l'océan Indien et dans l'océan Pacifique dans les eaux de l'Inde, du Sri Lanka, de la Birmanie, de la Thaïlande, de la Malaisie, du Viêt Nam, de Taïwan, du Japon, des Philippines, de l'Indonésie, de la Papouasie-Nouvelle-Guinée, des îles Salomon, du Vanuatu, de la Nouvelle-Calédonie, de la Polynésie française, de l'Australie, de la Nouvelle-Zélande et des Fidji.
On la rencontre aussi dans les eaux du Nicaragua, du Salvador et du Mexique.

## Habitat
Ce serpent vit dans les eaux côtières, les récifs coralliens, les mangroves et les forêts tropicales marécageuses.

## Description
Laticauda colubrina est appelé tricot rayé car il a de nombreuses bandes noires (de 20 à 65) encerclant son corps de couleur jaune ou crème. Sa queue aplatie  en forme de palette natatoire lui sert à nager. Il mesure de 1 à 2 m de long. Le mâle est plus petit, de près d'un tiers, que la femelle. Pour respirer à la surface, il n'a pas besoin de sortir la tête de l'eau pour inspirer car ses narines sont situées sur le museau. Il peut rester immergé plus d'une heure mais il remonte généralement à la surface pour respirer toutes les 10 à 20 minutes. Il est diurne et nocturne.
Ce serpent marin est partiellement marin et partiellement terrestre : il passe de longues heures dans les eaux côtières à chasser et à se nourrir de poissons, dont surtout des anguilles et de murènes ; il passe de longues heures à terre une fois rassasié à se chauffer au soleil, boire de l'eau douce et s'abriter dans un tronc creux d'un arbre ou dans les anfractuosités des rochers ; il réalise aussi sa mue à terre.

## Reproduction
L'accouplement a lieu dans l'eau mais la femelle, contrairement aux autres serpents marins, pond ses œufs non pas dans l'eau mais dans le sol sous un tas de végétaux en décomposition.

## Venin
C'est un animal docile qui mord peu mais il est extrêmement venimeux. Les très rares cas de morsures connues concernent essentiellement des pêcheurs en train de vider leurs filets.

## Galerie

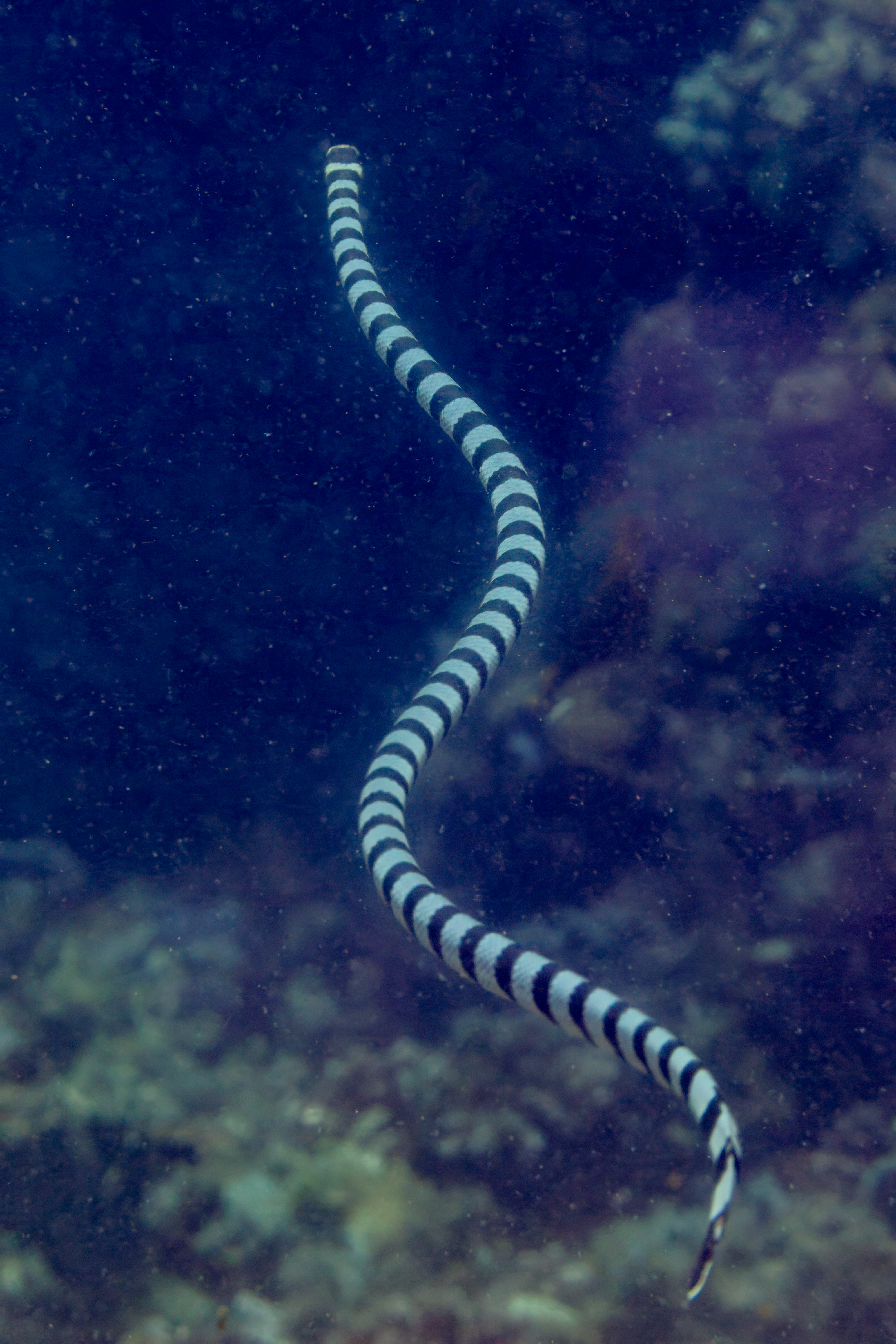
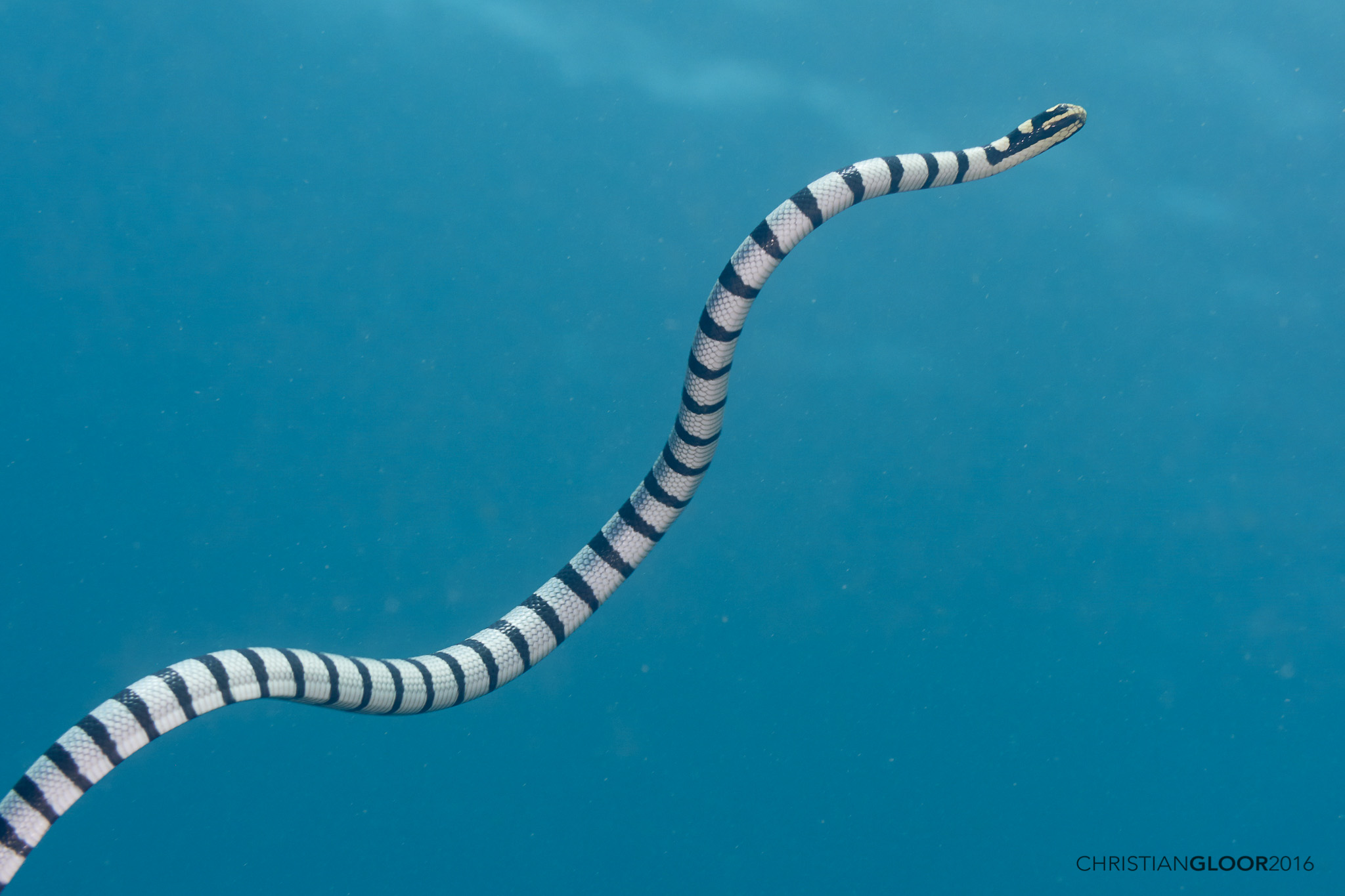
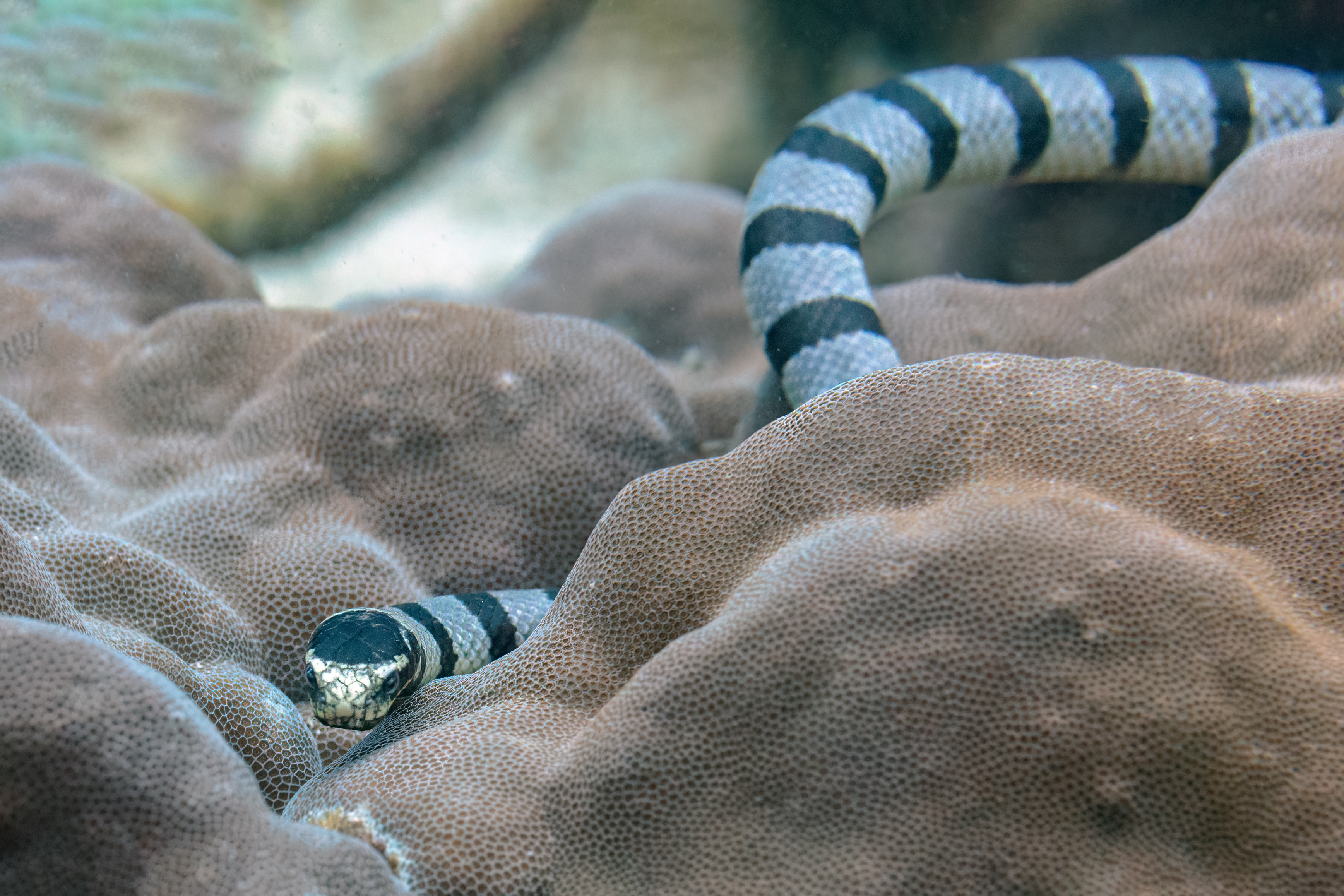
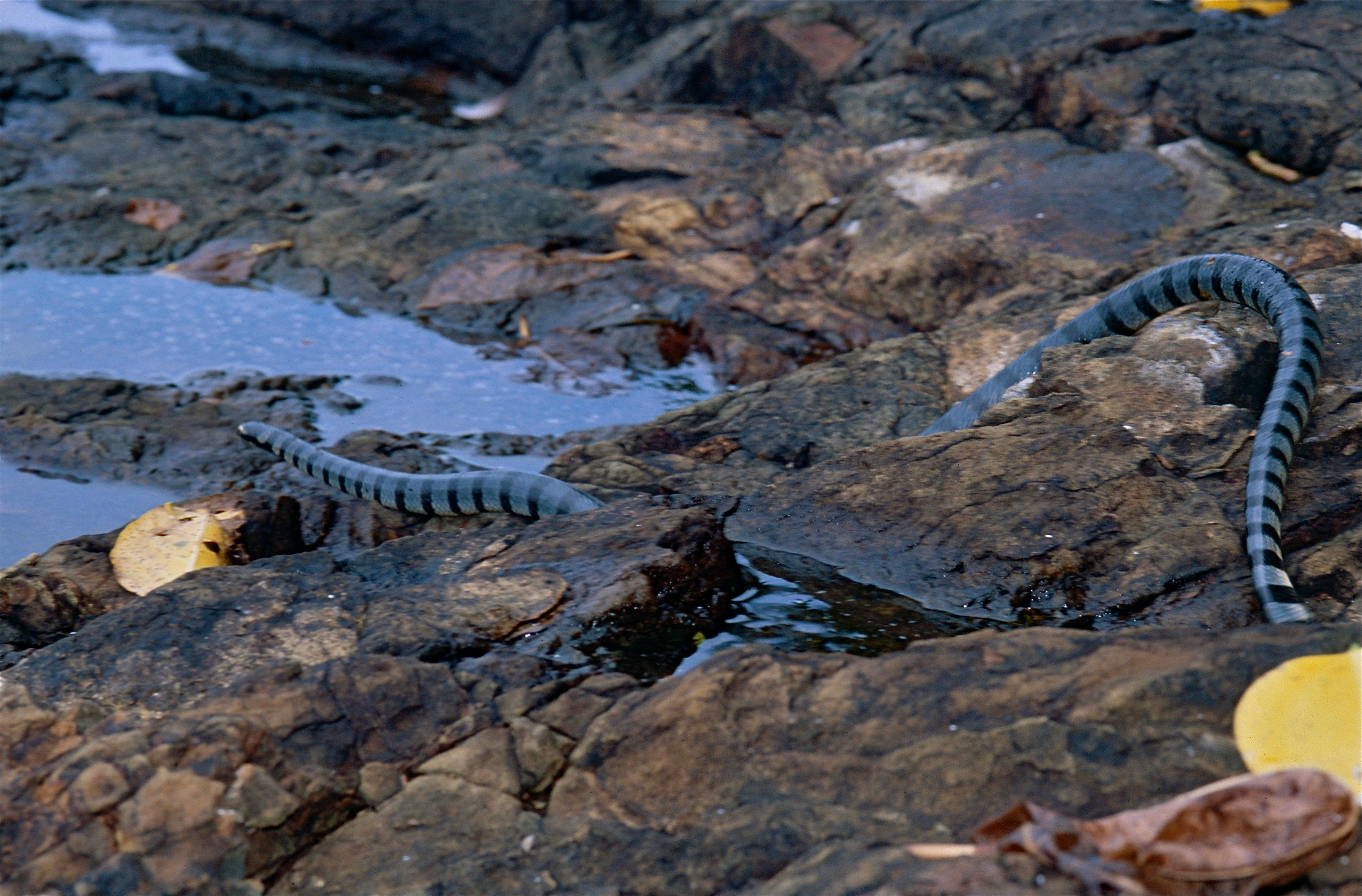
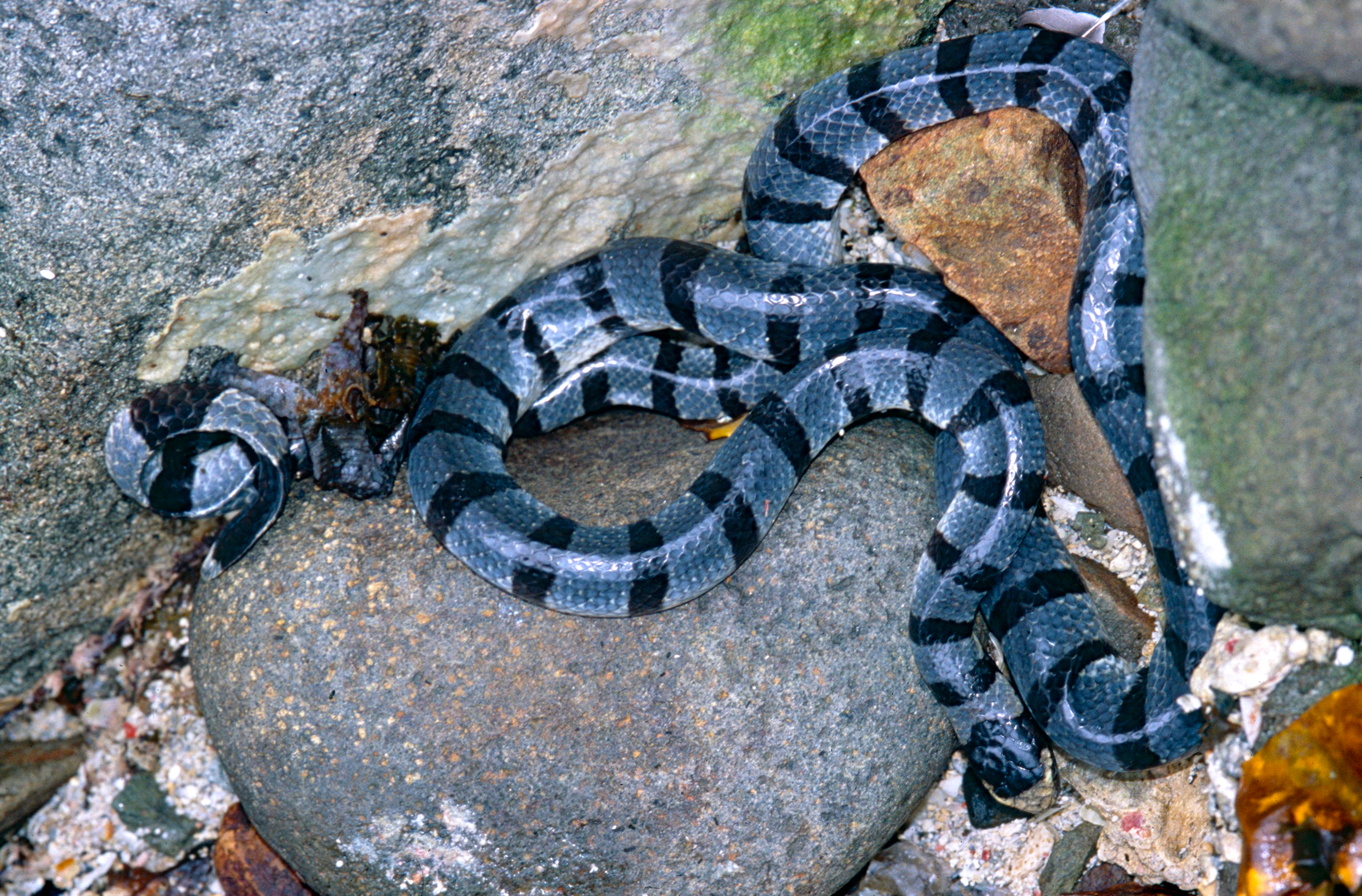
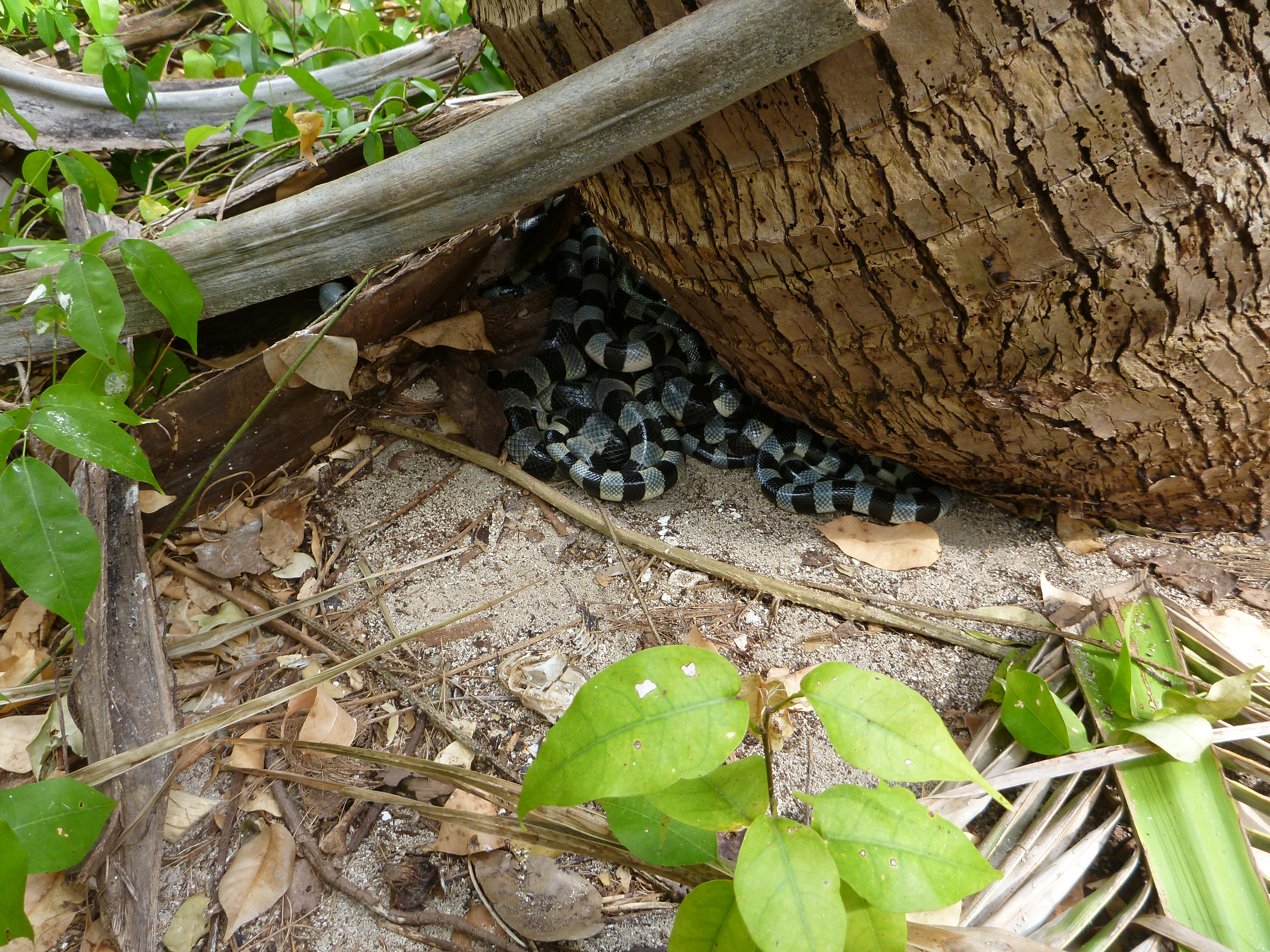

## Publication originale
- Schneider, 1799 : Historiae amphibiorum naturalis et literariae fasciculus primus, vol. 1 (texte intégral).